# Aimée de Jongh
Aimée de Jongh (Waalwijk, 20 oktober 1988) is een Nederlandse animator, stripauteur en illustratrice van kinderboeken. Haar serie Snippers stond van 2011 tot 2017 in dagblad Metro en het album De terugkeer van de wespendief is vertaald uitgebracht in meerdere landen en in 2017 verfilmd tot een gelijknamige televisiefilm. Daarnaast maakte ze animaties voor het televisieprogramma De Wereld Draait Door.
Ze heeft een Indische achtergrond, haar vader is geboren in Batavia. Ze groeide op in de schoenenstreek. Haar ouders, van wie vader kunstschilder was, namen haar vaak mee naar museum De Pont in Tilburg, maar ook naar De Efteling, dat in later tijd een van haar inspiratiebronnen werd. Een ander voorbeeld was de stripreeks Robbedoes en Kwabbernoot ten tijde van Tome en Janry; zelf had ze de Marsipulami in haar kamer getekend. Andere invloeden kwamen uit een geheel andere hoek; de Japanse manga’s en de wereld daaromheen.  Naar eigen zeggen (2024) verwerkt ze al die invloeden in haar werk. Dankzij haar werk voor NRC Handelsblad was direct na Lord of the Flies bekend wat haar volgende werk zou moeten/moet worden. Een bezoek aan het Aanmeldcentrum Ter Apel had een dermate grote indruk op haar gemaakt, dat ze daar een graphic novel over wil maken. 
In april 2022 werd haar werk bekroond met de Nederlandse Stripschapprijs. Ze kreeg ook andere onderscheidingen uit de Verenigde Staten en Japan (International Manga Award). Vooral haar Dagen van zand leverde (relatief) veel prijzen op. 

### Lord of the Flies
Ze was rond 2014 brutaal genoeg om bij de uitgever Faber & Faber te vragen of ze een stripversie mocht maken van Lord of the Flies. Een afwijzing was haar deel. Toen ze met Dagen van zand internationale bekendheid had gekregen nam diezelfde uitgever contact met haar of ze dat nog steeds wilde doen. Het verbeelden van het verhaal bracht haar terug naar de oude methode van potlood, penseel en papier in plaats van computergestuurde tekeningen. Ze kon haar techniek beter kwijt in de oude wijze van strip tekenen, dus lijntjes met Oost-Indische inkt. Haar versie (en Dagen van zand) bracht het tot een expositie in de Kunsthal in Rotterdam. 

## Filmografie
- De terugkeer van de wespendief (televisiefilm, 2017)[4]

### Animatie
- One Past Two (2011)
- Aurora (2012)

## Bestseller 60
| Boeken met noteringen in de Nederlandse Bestseller 60 | Jaar van verschijnen | Datum van binnenkomst | Hoogste positie | Aantal weken | Opmerkingen |
| ----------------------------------------------------- | -------------------- | --------------------- | --------------- | ------------ | --- |
| Dagen van zand                                        | 2021                 | 23-06-2021            | 44              | 1            | |
| Lord of the Flies / Heer van de vliegen               | 2024                 | 18-09-2024            | 7               | 6            | De volledige oplage van de eerste editie van deze graphic novel, bestaande uit 6000 exemplaren, werd in twee dagen uitverkocht |

- Biblioteca Nacional de España: XX6118787
- Bibliothèque nationale de France: cb17022651k (data)
- Digitale Bibliotheek voor de Nederlandse Letteren: jong439
- Gemeinsame Normdatei: 106057649X
- International Standard Name Identifier: 0000 0004 2305 3877
- Library of Congress Control Number: no2015013124
- Nationale Bibliotheek van Tsjechië: xx0236370
- Nederlandse Thesaurus van Auteursnamen: 355011859
- RKD-Nederlands Instituut voor Kunstgeschiedenis: 436784
- Système universitaire de documentation: 191831476
- Union List of Artist Names: 500696865
- Virtual International Authority File: 305804283
- WorldCat: E39PBJw4wMqhGkQFgxFMgtYwYP